# Leone Pancaldo (cacciatorpediniere)
Il Leone Pancaldo è stato un esploratore e successivamente un cacciatorpediniere della Regia Marina.

## Storia

### Nome e motto
Il Pancaldo prese nome dal navigatore ligure Leon Pancaldo, nato a Savona nel 1488 e componente della spedizione di Magellano intorno al mondo. Il Pancaldo a tutt'oggi è l'unica unità della Marina Italiana ad aver portato il nome di un savonese.
Il motto della nave, D'aquila penne, ugne di leonessa è tratto da L'ultima canzone (da Merope, 1912) di Gabriele D'Annunzio.

### Gli anni Trenta
Il Pancaldo fu la seconda unità della classe ad entrare in servizio nel novembre del 1929 come esploratore leggero, subendo poco dopo (maggio-settembre 1930) il primo importante ciclo di modifiche per il miglioramento della stabilità (alleggerimento e abbassamento delle sovrastrutture). Furono anche sostituiti timone e tubi lanciasiluri.
Nel dicembre 1930 fu impiegato a supporto della crociera aerea transatlantica Italia-Brasile di Italo Balbo.
Fu poi impiegato in Mediterraneo durante gli anni trenta.
Tra il 1936 ed il 1938 prese parte alla guerra di Spagna.
Nel 1938 fu riclassificato cacciatorpediniere e assegnato alla XVI Squadriglia Cacciatorpediniere con base prima alla Spezia e poi a Taranto.
Dopo un breve periodo passato a Pola per addestramento equipaggi CREM, subì l'ultimo ciclo di modifiche nel periodo ottobre 1939 - gennaio 1940, subito prima dell'inizio della seconda guerra mondiale. I lavori, svolti presso i cantieri del Muggiano, ebbero termine il 13 gennaio 1940.

### La seconda guerra mondiale
Allo scoppio del secondo conflitto mondiale il Pancaldo aveva base a Taranto, assegnato alla XIV Squadriglia Cacciatorpediniere, alle dipendenze della IX Divisione Corazzate della I Squadra. Comandava l'unità il capitano di fregata Luigi Merini dal 4 dicembre 1939.
Partecipò alla battaglia di Punta Stilo del 9 luglio 1940, facendo parte del gruppo di protezione e sostegno composto da V Divisione corazzate, IV e VIII Divisione incrociatori con altre quattro Squadriglie di cacciatorpediniere. In realtà la XIV Squadriglia (Vivaldi, Da Noli e Pancaldo) era stata inizialmente lasciata in porto di riserva a Taranto ma, mentre l'operazione in corso si trasformava da scorta convogli a scontro con la Mediterranean Fleet, tre cacciatorpediniere andarono in avaria e l'ammiraglio Inigo Campioni, comandante la flotta italiana, decise di far muovere anche Vivaldi, Da Noli e Pancaldo a rinforzo del gruppo, in sostituzione delle tre unità guaste; la partenza della XIV Squadriglia da Taranto avvenne alle 6.18 del 9 luglio. Lo scontro per la XIV Squadriglia (ridotta peraltro ai soli Vivaldi e Pancaldo per avaria del Da Noli) si risolse in un nulla di fatto: furono gli ultimi cacciatorpediniere italiani ad attaccare e quando lo fecero, alle 16.28, il comandante della squadriglia decise di rinunciare all'attacco col siluro in quanto le unità nemiche (in quel momento ancora a 18.000 metri di distanza) si stavano allontanando.
Rientrato nella base di Augusta insieme al Vivaldi, vi fece rifornimento il 10 luglio, ormeggiandosi poi alla boa A 4 (al centro della rada di Augusta) verso le otto di sera di quel giorno.
Alle 21.20 dello stesso giorno tre aerosiluranti Fairey Swordfish dell'813° Squadron, decollati dalla portaerei Eagle, attaccarono la base siciliana. Due dei velivoli diressero per attaccare il Pancaldo, che però, anche avendoli avvistati alle 21.25, non reagì: erano infatti in volo, decollati dalla vicina Catania, anche degli aerei italiani diretti a bombardare Malta; non avendo la base lanciato alcun segnale d'allarme, ed avendo gli Swordfish le luci di navigazione accese, si pensò che si trattasse dei velivoli italiani. Il primo aereo sganciò il siluro ma mancò il bersaglio: l'arma transitò a poppa del Pancaldo ed esplose contro la riva, circa mezzo minuto dopo l'avvistamento. A questo punto l'equipaggio del cacciatorpediniere accorse ai posti di combattimento ed aprì il fuoco con le mitragliere, ma subito dopo il siluro del secondo aereo andò a segno a prua, sul lato di dritta: il Pancaldo sbandò sulla sinistra, si appruò ed iniziò ad affondare. Mentre il personale di macchina scaricava il vapore nell'aria ed i mitraglieri continuavano a sparare (cessarono il fuoco solo quando l'acqua allagò le loro postazioni), il resto dell'equipaggio mise a mare scialuppe e zatterini e liberò un portello del sottocastello, deformato dallo scoppio, per permettere agli uomini rimasti intrappolati di uscire. Mentre la nave affondava sempre più rapidamente gli uomini si radunarono a poppa e si tuffarono quindi in mare: il Pancaldo si posò sul fondale alle 21.39. I naufraghi furono recuperati in un'ora e mezza, mentre la ricerca dei cadaveri continuò sino al mattino seguente. Dell'equipaggio del Pancaldo, 16 uomini risultarono morti e 9 feriti.
I lavori di recupero della nave furono molto lunghi e laboriosi: solo il 26 luglio 1941 i palombari dell'Ufficio Porto e dell'officina lavori di Augusta poterono riportare in superficie il Pancaldo. Il 1º agosto il relitto fu trainato in bacino di carenaggio dove fu riparato in modo da poter galleggiare. Il 27 ottobre 1941 la nave poté essere trainata ai cantieri Ansaldo di Genova dove rimase sino al 17 novembre 1942, quando poté lasciare il cantiere; dopo essere stato trasferito all'Arsenale di La Spezia, ove imbarcò un radar Ec3/ter «Gufo» ed un ecogoniometro, il Pancaldo ritornò in servizio (in seno alla XV Squadriglia Cacciatorpediniere, che aveva base a Trapani) solo il 12 dicembre 1942, a quasi due anni e mezzo dal siluramento. Altre modifiche apportate durante i lavori, oltre all'installazione di radar ed ecogoniometro, furono la sostituzione del complesso lanciasiluri poppiero con 2 mitragliere da 37 mm e quella delle otto mitragliere da 13,2 mm con 9 da 20 mm.
Il Pancaldo tornò comunque completamente operativo solo nel marzo 1943, quando iniziò ad essere impiegato in missioni di scorta convogli e trasporto truppe sulla tormentata rotta Trapani-Tunisi: rimase in servizio per un solo mese.
Il 30 aprile 1943, infatti, il Pancaldo (al comando del capitano di fregata Tommaso Ferrieri Caputi) partì per un'altra missione di trasporto truppe tedesche a Tunisi insieme al cacciatorpediniere tedesco Hermes. Alle nove del mattino le due unità furono infruttuosamente attaccate da cinque aerosiluranti, alle dieci elusero indenni un attacco portato da 12 cacciabombardieri; alle 11.30 furono però assalite da 32 bombardieri. Mentre l’Hermes, pur duramente colpito e con vittime a bordo, riuscì a raggiungere a rimorchio Biserta, il Pancaldo, con l'apparato motore distrutto da varie bombe e lo scafo perforato in più punti, s'inabissò a due miglia per 29° da Capo Bon portando con sé oltre metà dell'equipaggio.
Scomparvero in mare 156 uomini, mentre altri 124 tra ufficiali, sottufficiali e marinai, tra cui il comandante Ferrieri Caputi, ferito, vennero tratti in salvo.
Nel corso della guerra il Pancaldo aveva svolto solo 13 missioni belliche per un totale di 6.732 nm e 396 ore di navigazione.

### Comandanti
Capitano di fregata Luigi Merini (nato a Livorno il 15 marzo 1898) (4 dicembre 1939 - 16 luglio 1940)
Capitano di fregata Antonio Raffai (nato a Milano il 2 agosto 1902) (marzo - aprile 1943)
Capitano di fregata Tommaso Ferrieri Caputi (nato a Firenze il 12 marzo 1903) (aprile 1943)